# Marco Treves
Marco Treves (Vercelli, 8 agosto 1814 – Firenze, 8 gennaio 1898) è stato un architetto e ingegnere italiano.
È considerato uno dei protagonisti dell'architettura sinagogale dell'Ottocento post-emancipazione e le sue opere tra gli esempi più misurati dell'eclettismo toscano.

## Biografia
Marco Treves, ultimo di 10 figli, nasce a Vercelli nel 1814 dal banchiere e commerciante Jacob Graziadio e sua moglie Allegra Olivetti, nativa di Torino.
Terminati gli studi secondari presso il Collegio Israelitico Foa di Vercelli, ben più incline alle arti che alle tradizioni commerciali della famiglia, inizia a lavorare nella bottega del fratello argentiere, dove ha modo di sviluppare la sua predisposizione al disegno e alla scultura, divenendo un fine cesellatore.
Con la caduta dell'Impero Napoleonico e il rientro dei Savoia nel 1814, vengono meno le libertà concesse agli ebrei piemontesi dal governo francese. La Restaurazione sancisce così il ripristino dei ghetti e nega agli ebrei l'accesso alle libere professioni, al servizio militare e alle scuole pubbliche.
Nel 1834 il Treves decide di allontanarsi dall'ostile Piemonte per trasferirsi nel liberale Granducato di Toscana e poter proseguire i suoi studi.
Giunto a Firenze, dapprima studia presso i Padri Scolopi e nel 1836 viene ammesso all'Accademia di Belle Arti, mostrando una predilezione per gli studi di architettura.
Nel 1841 ottiene l'abilitazione alla professione di architetto, ma il desiderio di volersi perfezionare ulteriormente lo porta a trasferirsi per circa quattro anni a Roma, dove si dedica allo studio e alla riproduzione dei monumenti antichi.
Stringe amichevoli relazioni con membri dell'Accademia di Francia e collabora con gli architetti Giovanni Azzurri e Carretto, al tempo impegnati con progetti per il principe Torlonia e il principe Galitzin.
La sua abilità nel riprodurre ad acquerello le decorazioni dei più noti monumenti romani, viene notata dall'editore inglese Gruner, che acquista e pubblica molti dei suoi disegni.
A seguito del soggiorno romano torna a Firenze e, presso lo Studio del prof. Francolini, inizia ad occuparsi di pratiche di ingegneria, con l'assegnazione dei primi prestigiosi incarichi.
Sposa nel 1846 Elisa Basevi, figlia del dott. Emanuele Basevi e appartenente a una colta e agiata famiglia di ebrei fiorentini. Il matrimonio durerà solo un paio d'anni, ovvero fino alla nascita del primo figlio avvenuta nel 1848, quando verranno a mancare, a seguito del parto, sia il bambino che la madre.
Colpito da questo profondo lutto, Marco decide di allontanarsi da Firenze e, dopo un periodo di svariati spostamenti, si dirige a Londra per la prima Esposizione Universale al Palazzo di Cristallo del 1851.
Passando per Parigi ritrova alcuni amici del periodo romano, i quali lo presentano all'architetto Firmin Bourgeois, direttore del Palazzo delle Tuileries.
Bourgeois ne riconosce il talento e lo nomina ispettore per i lavori di riattamento delle Tuileries e del Palazzo Imperiale. A Bourgeois succede l'architetto Ludovico Visconti che, mosso da stima e fiducia nei confronti del Treves, lo nomina a sua volta ispettore dei lavori al Palazzo di Fontaineblue e del Louvre, entrando a far parte del Bureau d'études.
Durante uno dei suoi brevi rientri a Firenze, gli viene presentata Elisa Orvieto, appartenente anch'essa a una specchiata famiglia fiorentina e che, non molto tempo più tardi, sposerà in seconde nozze.
Per desiderio di Elisa la coppia ritorna definitivamente a Firenze nel 1857; Marco è ormai un affermato architetto e la fama conquistata oltralpe gli permette di dedicarsi alla progettazione di numerose opere pubbliche e private.
Il suo talento artistico viene riconosciuto al concorso indetto per il completamento della facciata di Santa Maria del Fiore del 1861, tanto da guadagnarsi la menzione onorevole e la medaglia d'argento all'Esposizione Universale di Parigi del 1878.
Col trasferimento da Torino della Capitale del neonato Regno d'Italia, il Treves, che già si era distinto per il progetto dell'arco di trionfo eretto per il passaggio di Vittorio Emanuele II, viene nominato architetto straordinario per Firenze Capitale e membro della Commissione storico artistica municipale.
Nel 1880 diviene membro della commissione del concorso per la nuova Sinagoga di Torino e succede all'architetto Felice Francolini, quale presidente del Collegio toscano degli architetti e ingegneri.
A seguito di una vita dedita all'arte, sia attraverso la professione di architetto che di professore presso l'Accademia di Belle arti, Marco Treves muore a Firenze nel 1898.

## Opere
Oltre agli autorevoli incarichi sopra elencati e a numerose abitazioni private, tra le sue opere più note occupa un posto di rilievo il progetto del Tempio Maggiore israelitico di Firenze, iniziato nel 1872 e inaugurato nel 1882, costruito in collaborazione con gli architetti Mariano Falcini e Vincenzo Micheli, per volere testamentario di David Levi.
La fama del Treves e la stima di cui godeva tra i suoi correligionari piemontesi, fanno si che la Comunità ebraica di Vercelli lo sceglie per studiare il progetto del nuovo Tempio israelitico cittadino post-emancipazione.
Altri progetti:
- Abbellimento del castello del barone Seillière
- Arena italiana di Parigi
- Chiesa di rito greco per la città di Trieste[6]
- Cimitero monumentale ebraico di Rifredi - Firenze
- Ristrutturazione della Sinagoga di Pisa[7]
- Ristrutturazione della stazione Leopolda, con creazione di uffici per la Direzione generale delle Gabelle e della Dogana
- Vari monumenti sepolcrali[8]

## Curiosità
Il nome di Marco Treves è strettamente legato a quello di altre due figure di spicco del panorama nazionale e mondiale del XX secolo: suo figlio, avv. Guido Treves, noto per essere stato amministratore delegato e presidente della Fondiaria Assicurazioni, e suo nipote Emilio Segrè, Premio Nobel per la fisica del 1959.

## Onorificenze
Cavaliere dell'Ordine dei Santi Maurizio e Lazzaro, 14 maggio 1863